# Reninge
Reninge (fr. Reninghe, vls. Rênienge) – dzielnica (deelgemeente) miasta Lo-Reninge w Belgii, w Regionie Flamandzkim, w prowincji Flandria Zachodnia, w okręgu Diksmuide. 1 stycznia 2020 roku liczyła 1036 mieszkańców. Do 31 grudnia 1970 samodzielna gmina. 

## Demografia
Liczba mieszkańców, stan na 1 stycznia:
| Rok                | 1930 | 1947 | 1961 | 2020 |
| ------------------ | ---- | ---- | ---- | ---- |
| Liczba mieszkańców | 1453 | 1428 | 1339 | 1036 |